# Championnat de Belgique masculin de handball 1962-1963
Navigation
1961-1962 1963-1964
La saison 1962-1963 du Championnat de Belgique masculin de handball est la 5e édition de la plus haute division belge de handball. Le championnat oppose les douze meilleurs clubs de Belgique en une série de vingt-deux rencontres.
La compétition est remportée pour la cinquième fois sur cinq par l'Olympic Club Flémallois. L'Aedeis et le Waterloo Ambiorix SH sont relégués dans les Championnats régionaux après avoir terminé respectivement 13e et 14e.

## Participants
| Club                    | Ville        | Province                      | Terrain        |
| ----------------------- | ------------ | ----------------------------- | -------------- |
| Olympic Club Flémallois | Flémalle     | Liège                         | Parc communale |
| Unif                    | Liège        | Liège                         |                |
| Aedeis                  | Bruxelles    | Région bruxelloise            |                |
| HC Beyne                | Beyne-Heusay | Liège                         |                |
| Waterloo Ambiorix SH    | Schaerbeek   | Région bruxelloise            |                |
| CH Schaerbeek Brussels  | Schaerbeek   | Région bruxelloise            |                |
| KV Mechelen             | Malines      | Liège                         |                |
| KV Sasja HC Hoboken     | Anvers       | Province d'Anvers             |                |
| KAV Dendermonde         | Termonde     | Province de Flandre-Orientale |                |
| Progrès HC Seraing      | Seraing      | Province de Liège             |                |
| SD Antwerpen            | Anvers       | Province d'Anvers             |                |
| HV Uilenspiegel Wilrijk | Anvers       | Province d'Anvers             |                |

Remarque : l'Aedeis était précédemment appelé Police de Bruxelles.

## Compétition

### Organisation du championnat
La saison est disputée par 14 équipes jouant chacune l'une contre l'autre à deux reprises selon le principe des phases aller et retour. Une victoire rapporte 2 points, une égalité 1 point et une défaite 0 point.
L'équipe terminant première est déclarée championne de Belgique. À cause du Championnat du monde 1964, la Coupe des clubs champion n'est pas disputée pour la saison 1963-1964. Les deux dernières équipes sont reléguées dans les Championnats régionaux.

## Champion
| Champion de Belgique 1962-1963 Olympic Club Flémallois 5e titre |

## Parcours en coupes d'Europe
L'Olympic Club Flémallois évolue en Coupe des clubs champions. Il élimine au premier tour les Luxembourgeois du HB Dudelange (17-11) puis est éliminé au deuxième tour par les Ouest-Allemands du Frisch Auf Göppingen (14-40).